# Frederic Wilhelm al II-lea al Prusiei
Frederic Wilhelm al II-lea (germană Friedrich Wilhelm II), (n. 25 septembrie 1744, Berlin, Regatul Prusiei – d. 16 noiembrie 1797, Potsdam, Regatul Prusiei) a fost al patrulea rege al Prusiei și a domnit din 1786 până la moartea sa.

## Familie

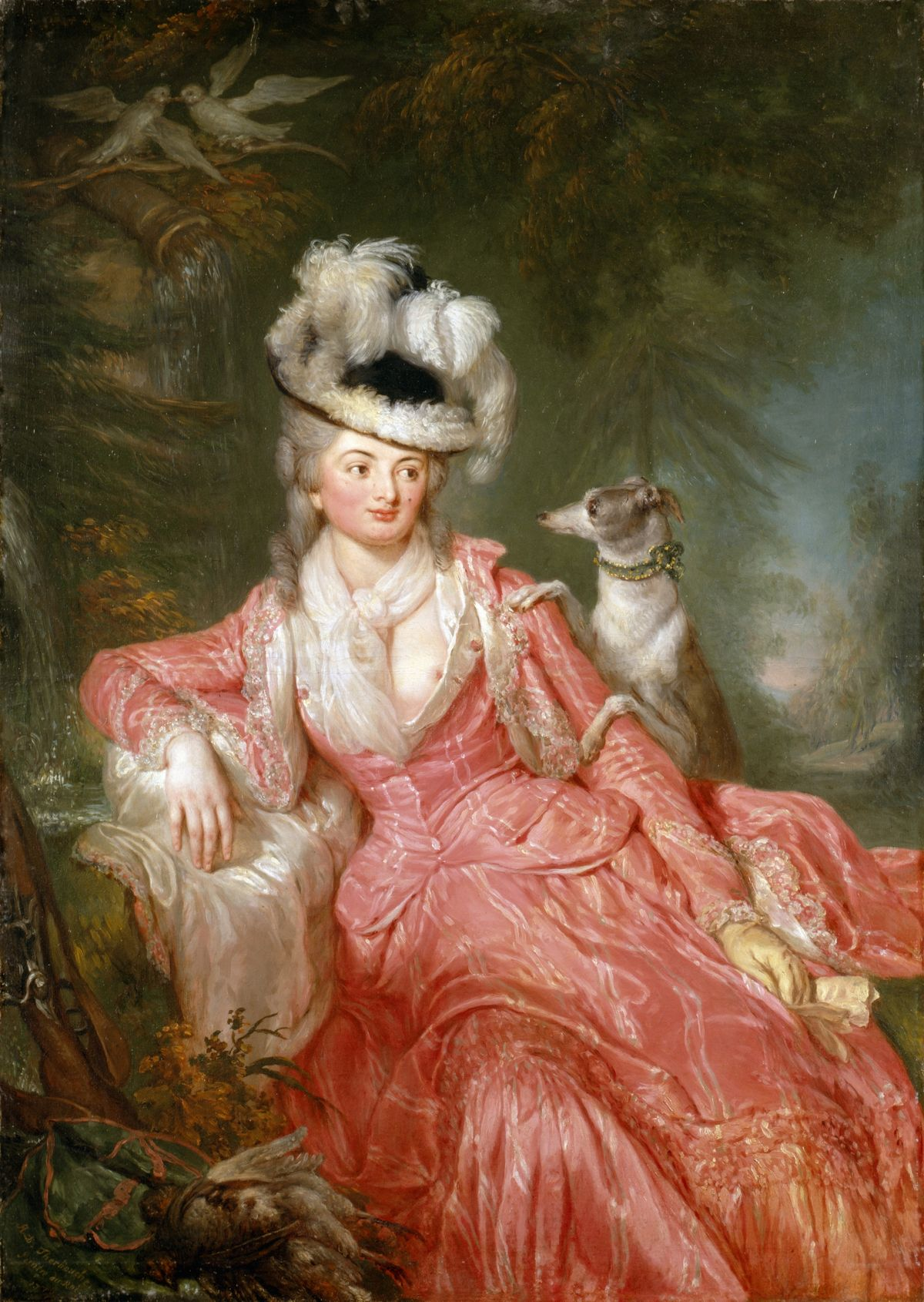
Wilhelmine von Lichtenau, metresa oficială a regelui timp de 28 de ani

Frederic Wilhelm a fost fiul Prințului Augustus Wilhelm al Prusiei (al doilea fiu al regelui Wilhelm I al Prusiei) și al soției lui, Louise Amalie de Braunschweig-Lüneburg. Sora mai mare a mamei lui, Elisabeta, era soția regelui Frederic al II-lea al Prusiei („Frederic cel Mare”). S-a născut la Berlin și a devenit moștenitor al tronului Prusiei la moartea tatălui său în 1758, deoarece Frederic al II-lea nu avea copii.
La 14 iulie 1765 la Charlottenburg, s-a căsătorit cu Elisabeth Christine de Brunswick-Lüneburg, fiica lui Carol I, Duce de Brunswick-Lüneburg, de care a divorțat în 1769. În același an, la 14 iulie s-a căsătorit cu Frederika Louisa de Hesse-Darmstadt, fiica lui Ludwig al IX-lea, Landgraf de Hesse-Darmstadt. Deși a avut o familie numeroasă cu cea de-a doua soție, a fost complet sub influența metresei sale, Wilhelmine Enke, devenită contesa Wilhelmine von Lichtenau, o femeie inteligentă și ambițioasă cu care a avut mulți copii.
Îm tinerețe, Frederic Wilhelm a fost un bărbat frumos, cu calități mentale, a fost dedicat artelor. Beethoven și Mozart s-au bucurat de patronajul lui iar orchestra sa privată a avut o reputație la nivel european. Frederic cel Mare care l-a angajat în diverse servicii și-a exprimat deschis îndoielile sale cu privire la caracterul prințului.

## Rege al Prusiei
Ascensiunea lui Frederic Wilhelm pe tronul Prusiei, la 17 august 1786 a fost urmată de o serie de măsuri pentru ușurarea sarcinilor oamenilor, reformarea sistemului opresiv francez de impozitare introdus de Frederic și a încurajat schimburile comerciale prin diminuarea taxelor vamale și efectuarea de drumuri și canale. Aceste măsuri l-au făcut pe rege popular în rândul maselor, în timp ce clasele educate erau mulțumite de faptul că regele a eliminat interzicerea limbii germane impusă de Frederic cel Mare prin admiterea scriitorilor germani îm Academia prusacă și prin încurajarea activă dată școlilor și universităților.
Dar aceste reforme au fost afectate în sursa lor. În 1781 Frederic Wilhelm, atunci prinț al Prusiei și cu înclinații spre misticism a aderat la Rosicrucianism și a căzut sub influența lui Johann Christoph Wöllner (1732-1800) care i-a dictat politica. Wöllner, pe care Frederic cel Mare l-a descris ca un "preot perfid și intrigant", și-a început viața ca profesor sărac în familia generalului von Itzenplitz, un aristocrat din Brandenburg. După moartea generalului, și spre scandalul regelui și a nobilimii, s-a căsătorit cu fiica generalului; cu ajutorul soacrei lui s-a stabilit pe o mică proprietate. Prin experimentele sale practice și prin scrierile sale el a câștigat o reputație considerabilă în calitate de economist.

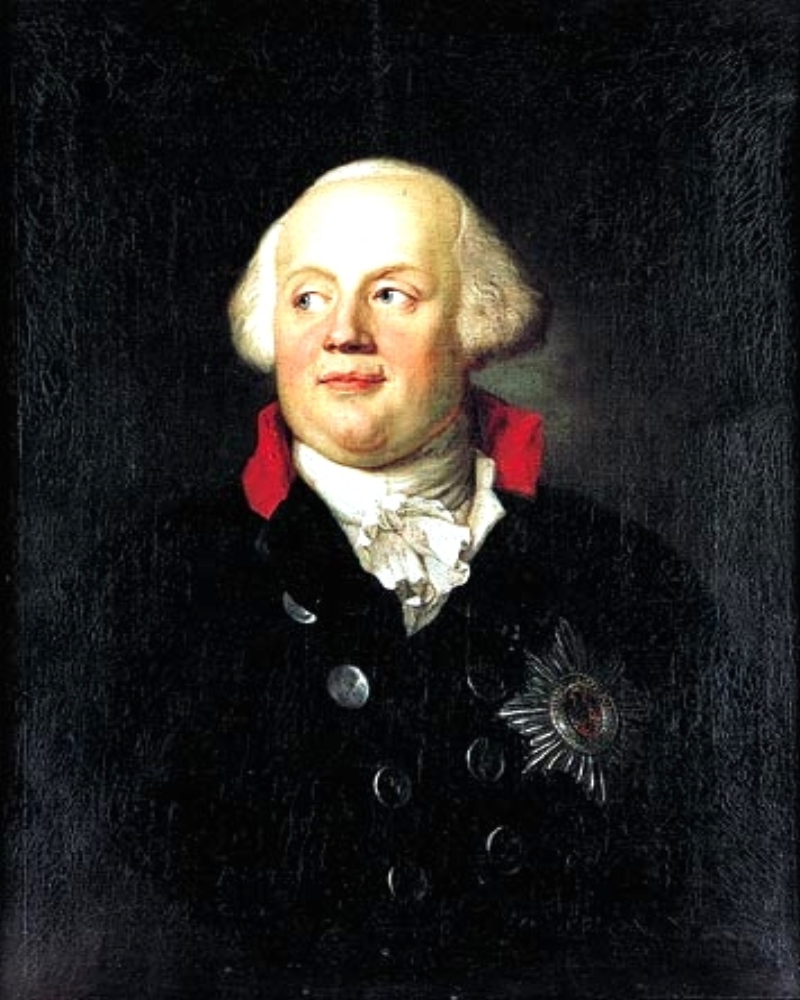
Frederic Wilhelm al II-lea, portret de Anton Graff, c.1792.

Dar ambiția lui nu s-a mulțumit cu acest lucru și a căutat să-și extindă influența alăturându-se mai întâi Francmasonilor și după aceea Rosicrucienilor. Sub influența lui, ordinul a crescut rapid și curând a devenit directorul suprem (Oberhauptdirektor) a mai multor cercuri, care a inclus printre membrii săi și prinți, ofițeri și înalți oficiali. 
Acesta a fost omul pe care Frederic Wilhelm al II-lea, imediat după ascensiunea sa, l-a numit consilier. La 26 august 1786 Wöllner a fost numit consilier personal pentru probleme de finanțe (Geheimer Oberfinanzrath) și la 2 octombrie 1786 a fost înnobilat. Deși nu cu numele, de fapt Wöllner era primul ministru; în toate problemele interne el era cel ce decidea. Reformele fiscale și economice ale noului regim au fost puse în aplicare după teoriile lui.
Bischoffswerder, de asemenea, de condiție modestă a fost chemat în consiliul regelui. Acești doi oameni l-au prins pe rege într-o rețea de mister și intrigi rosicruciene, ceea ce a împiedicat posibila dezvoltare armonioasă  a politicii lui și în final a dus la dezastru. 
Dar mult mai fatală pentru Prusia a fost atitudinea regelui față de armată și politica externă. Armata a fost temelia statului prusac, un adevăr pe care atât Wilhelm Frederic I cât și Frederic cel Mare l-au realizat pe deplin; armata a fost prima lor grijă, și eficiența sa era menținută prin supravegherea lor personală constantă. Frederic Wilhelm, care nu a avut nici un gust pentru problemele militare, a numit o comisie în cadrul unui colegiu suprem de război (Oberkriegs-Collegium) sub conducerea Ducelui de Brunswick și a generalului Wichard Joachim Heinrich von Möllendorf. A fost începutul unui proces care s-a terminat în 1806 în Bătălia de la Jena.

### Revoluția franceză
Între timp, Revoluția franceză s-a radicalizat și în august 1791, la reuniunea de la Pillnitz Frederic Wilhelm a aranjat cu împăratul Leopold al II-lea să se alăture în susținerea cauzei regelui Ludovic al XVI-lea al Franței. O alianță formală a fost semnată la 7 februarie 1792 și Frederic Wilhelm a luat parte personal la campaniile din 1792 și 1793. Lipsa de fonduri l-a împins în Polonia unde i s-a promis o pradă mai bogată decât ar fi câștigat în cruciada anti-revoluționară din Franța. 
Un tratat subsidiar cu puterile maritime (19 aprilie 1794) i-a umplut visteria însă insurecția în Polonia care a urmat celei de-a doua împărțiri din 1793 și amenințarea unei intervenții izolate a Rusiei l-au împins pe Frederic să semneze un tratat separat la Basel cu Republica franceză (5 aprilie 1795). Acest tratat a fost privit de marile monarhii ca un act de trădare care moralmente a izolat Prusia în Europa.
Prusia a plătit un preț greu pentru teritoriile dobândite în detrimentul Poloniei în 1793 și 1795. Când la 16 noiembrie 1797 Frederic Wilhelm a murit la Potsdam, el a lăsat statul în faliment și confuzie, armata slăbită și monarhia discreditată. Poporul îl numea pe rege Der Dicke Lüderjahn ("bastardul gras"). El a fost succedat de fiul său, Frederic Wilhelm al III-lea.